# Gibo to musume no blues
Gibo to musume no blues (義母と娘のブルース?), noto anche con il titolo internazionale Stepmom and Daughter Blues, è una serie televisiva giapponese del 2018.

## Trama
Akiko Iwaki si è sempre dedicata anima e corpo al proprio lavoro, tuttavia l'improvviso matrimonio con Ryoichi, vedovo e con una figlia, la porta a diventare casalinga e a cercare di capire come crescere al meglio la piccola.